# Villa Medici

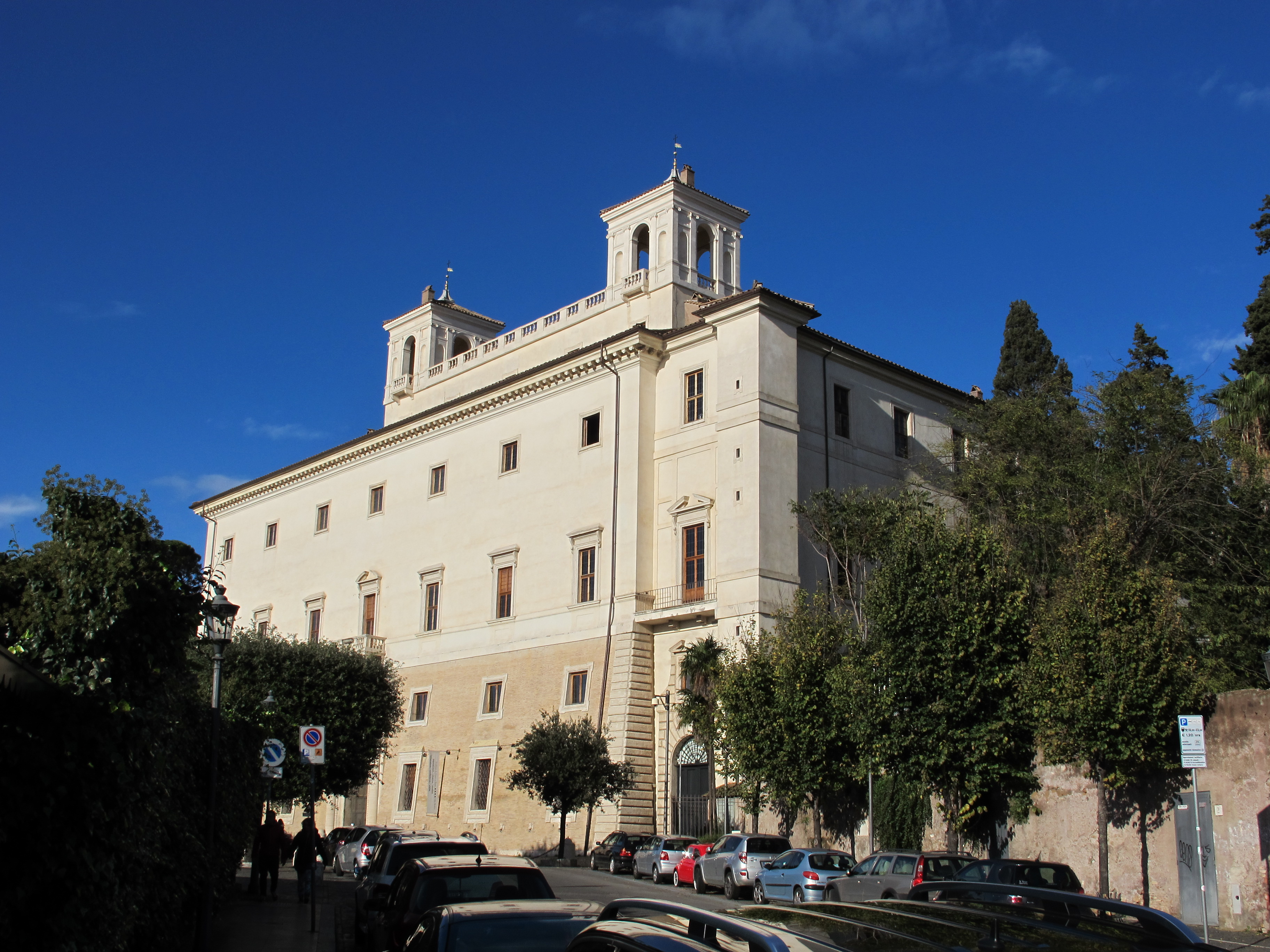
Villa Medici

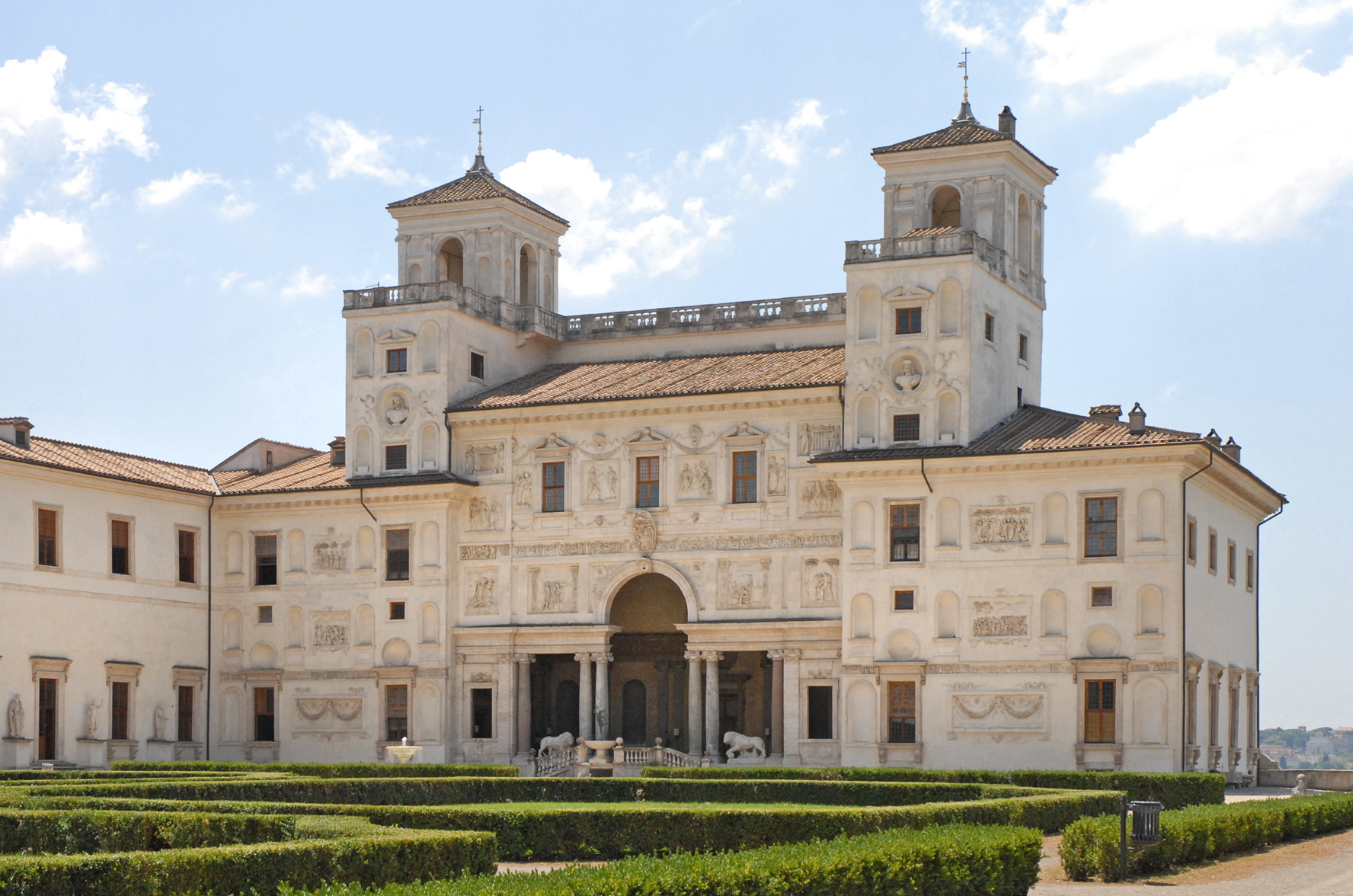
A park felőli homlokzat

A Villa Medici egy épületegyüttes Róma Pincio nevű dombján, az örök város legmagasabb pontján, a Trinità dei Monti mellett. 1803 óta a Római Francia Akadémia székhelye.
A Mediciek számos villát építtettek a hozzájuk tartozó kerttel: az elsőt Careggiben, majd Fisoléban és Rómában.

## Története
Helyén az ókorban a lucullusi kertek pompáztak, majd Messalina tulajdonába került, itt is ölték meg. Később Flavius Honorius római császár és Belisarius bizánci hadvezér birtokolták.
A császárság bukása után periférikus helyzete miatt elhanyagolták, de 1564-ben, amikor Giovanni Ricci, Montepulciano bíborosa unokaöccsei megszerezték a területet, az egyetlen civilizált építmény az id. Marcello Crescenzi kardinális házikója volt, szőleje közepén, aki a firenzei Giovanni Lippire bízta az épület megnagyobbítását, de az építkezés befejezése előtt meghalt. Az új vevők Lippi fiára, Annibaléra bízták a folytatást, de azt akarták, hogy Michelangelo is vegyen részt benne.
1576-ban az ingatlant Ferdinando I de’ Medici nagyherceg, bíboros vásárolta meg, aki Bartolommeo Ammannatival óhajtotta a munkálatokat befejeztetni. A kor ízlése szerint a romok egy részét betemették, míg a római szobrokat és domborműveket kiemelték a szőlőskertből, foglalatba tették, és egy sor szabadtéri múzeumot nyitottak belőle a villa homlokzatain és a parkban, amely apja, I. Cosimo de’ Medici pisai és firenzei botanikus kertjeire emlékeztetett, amelyekben egy sor tűnyalábos fenyő, ciprusfélék és tölgyfa között, ritka növényféleségek mellett díszítésként antik szobrokat helyezett el, a Spada-palota mintájára. Belsejéből nem hiányzott az antiquarium, az értékesebb darabok számára.
Ezekből a tárgyakból sok Firenzébe került, amikor a bíboros Toszkána nagyhercege lett 1587-ben. Másfélszáz esztendővel később a villa egyike lett Róma legelegánsabb, nagyvilágibb helyeinek, a Toszkán Nagyhercegségnek a pápai udvarba akkreditált követeinek rezidenciájaként.

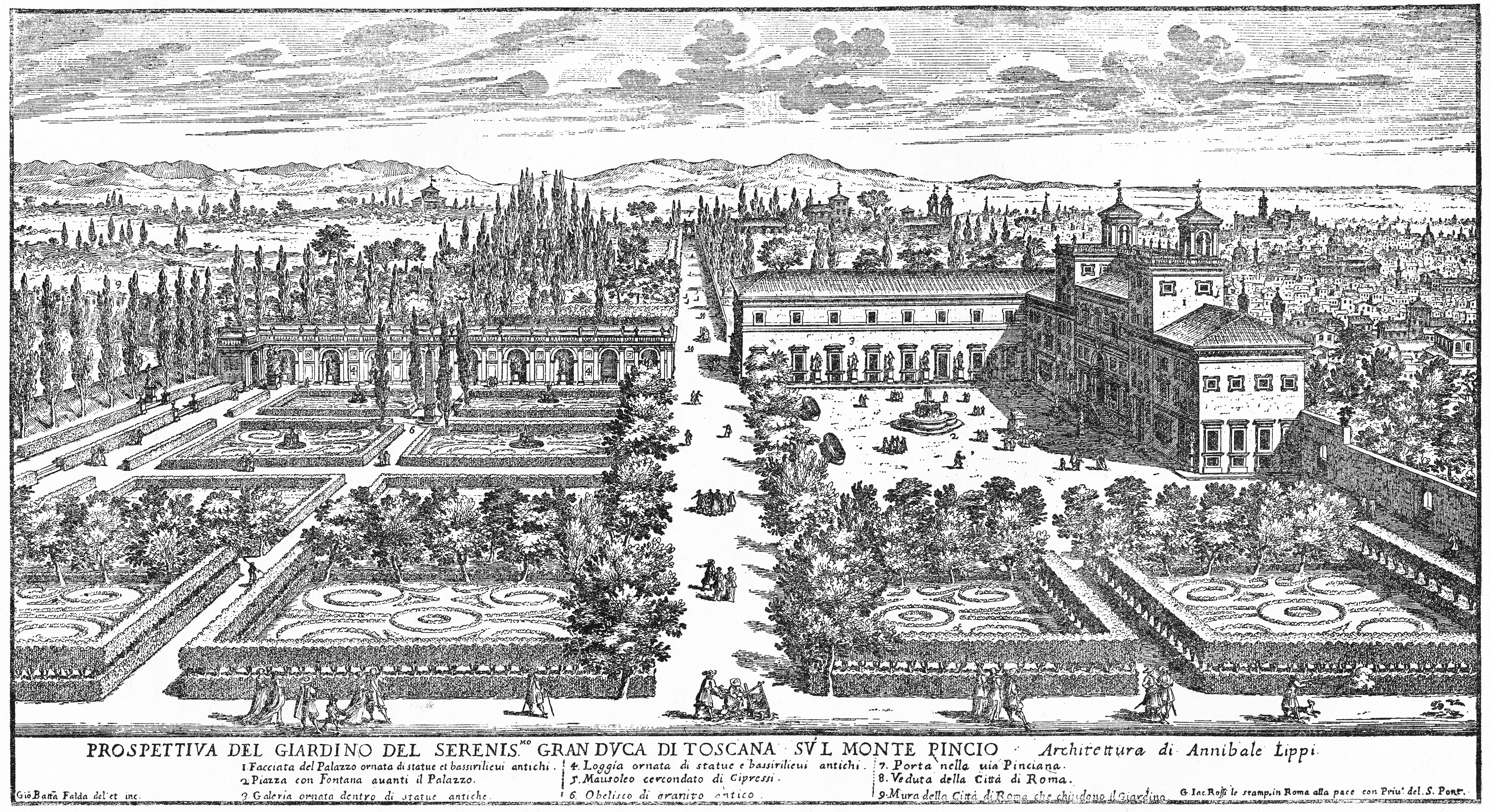
A villa a 17. században

Amikor 1737-ben a Medici-család nagyhercegi ága kihalt, a villa és a nagyhercegség a Lotaringai-dinasztiára szállt. Végleges kisajátítása Péter Lipót József nagyherceg akaratából 1789-ben történt, aki minden Medici-gyűjteményt Firenzébe kívánt felhalmozni. Így becsomagoltak és tengeri úton elszállítottak mindent, amit csak lehetett. A legértékesebb darabok között a római szobrok a Loggia dei Lanzira kerültek, a Medici-Venus az Uffizibe, a hatalmas neoantik Medici-váza (kratér) nemkülönben, a Boboli-kert obeliszkje, akárcsak a szürke gránitmedence, amely talán a Caracalla termáiból származik (a sokkal hosszabb lista az antik kincsekről az Uffizi, a Pitti-palota és a firenzei Régészeti Múzeum kiállítóhelyeken található meg).
A napóleoni korszakban, a rövid életű Etruriai Királyság alatt a villa Bonaparte Napóleon birtokába került, és 1803-ban ide telepítette az Académie de France à Rome-öt, amelynek párizsi székhelye 1793-ban leégett. Eme értékes kulturális intézmény 17. század igazgatói között Jean Auguste Dominique Ingres és Balthus is szerepelt. Azóta a villa látja vendégül a Római-díj győzteseit.
2000 óta a helyi Francia Akadémia fokozza jelenlétét a római kultúra palettáján, a Villa Mediciben rendezett fontos művészeti és kulturális eseményekkel. 2003-ban, az Akadémia idetelepülésének kétszázadik évfordulója alkalmából megrendezte a Róma Fensége című kiállítást, három helyszínen: Villa Medici, Quirinale-palota és a Galleria Nazionale d'Arte Moderna. A nagyszerű kiállítás idejére visszatértek szülőhelyükre Rómának egész Európában szétszórt remekművei.

## Művészeti alkotások
A főépület belső, park felőli homlokzatát antik domborművek díszítik, közöttük egy pár Ara Pacis Augustaeból származó girland.
A kertekben található Jacopo Zucchi falfestménye, a madárröptető, amelyen a madarak között a házi pulyka első európai ábrázolását láthatjuk.

## Parkja
A több mint hét hektárnyi területű parkja nagyrészt a 17. századi képét tükrözi. Az 1570-től telepített „erdő” a déli részén terül el, nyugatról a via Pinciana, keletről a Mura Aureliana, északról pedig a terasz zárják le. Ebben a zónában vannak földdel takarva a valószínűleg Fortunának szentelt római templom romjai.
Amikor Ferdinando de' Medici 1576-ban megvette a földet a Ricci örökösöktől, megfogadta, hogy befejezi a kardinális által megkezdett munkálatokat.
1580-ban megvette Giulio Bosco szőlejét az erdőtől délre, ami lehetővé tette a villa elhatárolását a Mura Aureliane és a via Pinciana felől, új észak-déli tengelyt alkotott a fasorral, amely a kertet a Parnasszussal kötötte össze és egy kis dombot a régi templom romjai fölé. Ezzel kívánta magát Apollo védencének és Fortuna kegyeltjének láttatni.

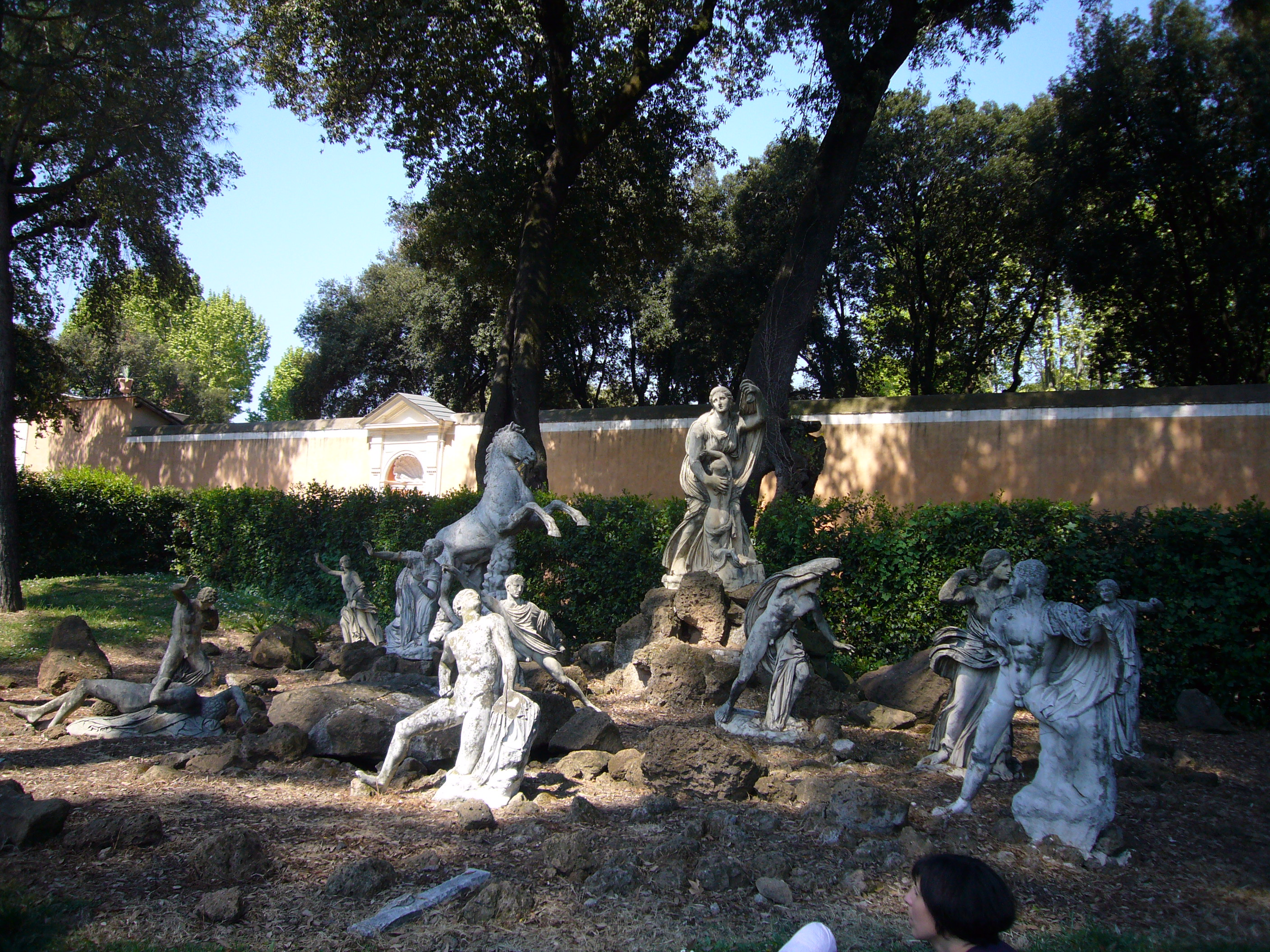
A Niobidák-szoborcsoport

A 16. század végén régészeti feltárások felszínre hozták a Niobidák szoborcsoportját (amely Tantalosz (Zeusz fia) lányán és annak fiain kívül egy halálhírt hozó lovat ábrázol). Ferdinando de' Medici elhatározta, hogy megveszi és studiolója homlokzatára keretezi.
A terasz és a növénytelepítési munkálatok után, a 17. század végén a park északi része és az erdő csak részleges átalakításon estek át. A szobrok többsége csupán a 18. század végéig, míg az eredeti növényzet a 19. század elejéig őrződött meg.
Mindenesetre Ingres igazgatása alatt a villa előtti virágágyásokat némileg átrendezték és tengeri píneákkal telepítették be, amelyek ma e hely különlegességét adják. A festő Balthus, a villa igazgatójaként elhatározta, hogy visszaadja a helynek egykori ragyogását, visszaállítva az ágyások eredeti állapotát, a kert XIX. századi kinézetét levetve. A nagy píneák és az ágyások növényegészségi állapota leromolván, elhatározták, hogy 2000-től kezdődően az Akadémia parkját eredeti állapotában állítják helyre Giorgio Galletti építész, a Medici-kertek szakértőjének bevonásával.
Ebben a kertben nyírt buxussövény keretezi a négyzet alaprajzú partert, amit a sétautak hat egyforma táblára osztanak. Az egyes táblák díszítése, cizellált alaprajza a Giacomo Lauro 1536-os mintakönyvében megjelent parterterveket követi. A parter kiosztása, az obeliszk, a kút és a keretező sövény elhelyezése is összhangban van az épület homlokzatának tagolásával, tömegformálásával. A virágtáblás parter melletti gyümölcsöskertben szabályos téglalap alakú ágyakban szabályos rendben telepített, alacsony törzsű gyümölcsfák állnak. A nyolc ágy elrendezése a parter osztásrendjét folytatja. Északra az ugyancsak táblás kiosztású haszonkertet feltehetően zöldség- és fűszernövényekkel ültették be; az ágyak kiosztása itt is a kert többi részének geometriájához igazodik.

## Fordítás
Ez a szócikk részben vagy egészben  a   Villa Medici című olasz Wikipédia-szócikk ezen változatának fordításán alapul.  Az eredeti cikk szerkesztőit annak laptörténete sorolja fel. Ez a jelzés csupán a megfogalmazás eredetét és a szerzői jogokat jelzi, nem szolgál a cikkben szereplő információk forrásmegjelöléseként.